# Societetshuset (TV-serie)
Se även: Societetshuset, Varberg
Societetshuset är en svensk TV-serie i sex halvtimmeslånga avsnitt som visades i dåvarande Sveriges Radio i november 1963. Regi av Hans Lagerkvist, manus av Kerstin Ekman.

## Handling
En tidig morgon i Furusund blir en äldre man påkörd vid en bryggkant och faller i havet. Marianne som blir vittne till händelsen i en liten roddbåt känner mycket väl igen bilen, men vem körde den? På polisstationen i Norrtälje börjar Marianne redogöra för händelsen, men ångrar sig innan hon ens lämnat sitt hela namn. Landsfiskalsassistenten Martin Dalin som hört förhöret kan dock inte släppa vad han hört och tar sin segelbåt ner till Furusund för att luska vidare i fallet.

## Rollista
- Monica Nielsen - Marianne
- Catrin Westerlund - Louise Edvardsson
- Jan-Olof Strandberg - Martin Dalin, landsfiskalsassistent
- Ernst-Hugo Järegård - Bengt Kruse, notarie
- Agneta Prytz - Astrid Rooth
- Sven-Eric Gamble - Henrik Rooth, sjökapten
- Leif Hedberg - Lars-Erik Rooth
- John Harryson - Lars Lindqvist, polis
- Sture Ericson - Sune Karlsson, färjkarl i Furusund
- Helge Hagerman - John Söderman, lots
- Ulla Akselson - Hillevi Karlén, hotellgäst

Mindre roller:
- Ragnar Arvedson - kapten Hörlin, hotellgäst
- Willie Sjöberg - Brodin
- Olle Hilding - fiskargubbe
- Hans Strååt - poliskommissarie
- Mona Andersson
- Marianne Nielsen
- Hilding Rolin
- Ivar Wahlgren